# Votação do Festival RTP da Canção
Ao longo dos anos, houve muitos e variados sistemas de votação no Festival RTP da Canção. A Rádio e Televisão de Portugal experimentou várias técnicas incluindo júri distrital (em 2017 júri regional), júri de sala, televoto e voto através de boletins. Em 1976, o público é, pela primeira vez, chamado a votar através de boletins publicados pela imprensa. O método revela-se um sucesso e é reutilizado em 1977. O televoto foi implementado em 1995, funcionando como um júri adicional, sendo reutilizado em 1997. Em 2003 é utilizado como o único método para escolher o vencedor e em 2006 iguala-se perante o júri (50% televoto e 50% júri).
O atual recorde do televoto é de 117 639 votos em 2010.

## Sistemas de votação
| Ano  | Pontos                                                                  | Sistema de votação |
| ---- | ----------------------------------------------------------------------- | --- |
| 1964 | 1-15 pontos                                                             | 18 júris distritais de Portugal Continental. Cada júri distrital dispunha de 15 votos a distribuir pelas canções que pretendesse premiar. |
| 1965 | 1-15 pontos                                                             | 18 júris distritais de Portugal Continental. Cada júri distrital dispunha de 15 votos a distribuir pelas canções que pretendesse premiar. |
| 1966 | 1-15 pontos                                                             | 18 júris distritais de Portugal Continental. Cada júri distrital dispunha de 15 votos a distribuir pelas canções que pretendesse premiar. |
| 1967 | 1-15 pontos                                                             | 18 júris distritais de Portugal Continental. Cada júri distrital dispunha de 15 votos a distribuir pelas canções que pretendesse premiar. |
| 1968 | 1-15 pontos                                                             | 18 júris distritais de Portugal Continental. Cada júri distrital dispunha de 15 votos a distribuir pelas canções que pretendesse premiar. |
| 1969 | 1-15 pontos                                                             | 18 júris distritais de Portugal Continental. Cada júri distrital dispunha de 15 votos a distribuir pelas canções que pretendesse premiar. |
| 1970 | 1-15 pontos                                                             | 18 júris distritais de Portugal Continental. Cada júri distrital dispunha de 15 votos a distribuir pelas canções que pretendesse premiar. |
| 1971 | 1-15 pontos                                                             | 18 júris distritais de Portugal Continental. Cada júri distrital dispunha de 15 votos a distribuir pelas canções que pretendesse premiar. |
| 1972 | 1-20 pontos (cada júri distrital) 1-80 pontos (júri de selecção)        | 18 júris distritais de Portugal Continental e um júri de selecção. Cada júri distrital dispunha de 20 votos a distribuir pelas canções que pretendesse premiar. O júri de selecção, composto por 8 elementos também votou e disponha de 80 votos. |
| 1973 | 1-20 pontos (cada júri distrital) 1-10 pontos (cada jurado de selecção) | 18 júris distritais de Portugal Continental e um júri de selecção. Cada júri distrital dispunha de 20 votos a distribuir pelas canções que pretendesse premiar. Cada um dos 9 jurados de selecção tinha 10 votos, no total, para atribuir. |
| 1974 | 1-20 pontos (cada júri distrital) 1-10 pontos (cada jurado de selecção) | 19 júris distritais de Portugal Continental e um júri de selecção. Cada júri distrital dispunha de 20 votos a distribuir pelas canções que pretendesse premiar. Cada um dos 9 jurados de selecção tinha 10 votos, no total, para atribuir. |
| 1975 | Desconhecido                                                            | O júri nacional foi substituído por um júri constituído pelos próprios autores das letras e músicas, presidido por um representante da RTP. |
| 1976 | 1 voto                                                                  | O público foi chamado a participar activamente, votando nas canções (em 1977 na versão da canção) da sua preferência através de boletins publicados na imprensa. |
| 1977 | 1 voto                                                                  | O público foi chamado a participar activamente, votando nas canções (em 1977 na versão da canção) da sua preferência através de boletins publicados na imprensa. |
| 1978 | Desconhecido                                                            | A votação foi feita secretamente e na última parte do espectáculo, apenas foi mencionada a votação total atribuída a cada canção pelo júri composto por 12 elementos. |
| 1979 | 1-10 pontos (cada júri distrital) 1-5 pontos (júri de selecção)         | Nas três eliminatórias, a votação coube a um júri composto por 5 elementos, em que cada um deles teria que pontuar cada canção de 1 a 5 pontos. Na grande final, a votação coube aos 22 júris distritais, em que cada distrito podia votar em cada canção de 1 a 10 pontos. |
| 1980 | 1-5 pontos (cada júri distrital) 1-5 pontos (júri de selecção)          | Nas três eliminatórias, a votação coube a um júri composto por 5 elementos, em que cada um deles teria que pontuar cada canção de 1 a 5 pontos. Na grande final, a votação coube ao júri distrital, em que cada distrito podia votar em cada canção de 1 a 5 pontos. |
| 1981 | 12, 10, 8, 7, 6, 5, 4, 3, 2 e 1 pontos                                  | A votação baseou-se em 22 júris distritais que atribuíram 12, 10, 8, 7, 6, 5, 4, 3, 2 e 1 ponto às suas 10 canções favoritas, por ordem de preferência. |
| 1982 | 12, 10, 8, 7, 6, 5, 4, 3, 2 e 1 pontos                                  | A votação baseou-se em 22 júris distritais que atribuíram 12, 10, 8, 7, 6, 5, 4, 3, 2 e 1 ponto às suas 10 canções favoritas, por ordem de preferência. |
| 1983 | 12, 10, 8, 7, 6, 5, 4, 3, 2 e 1 pontos                                  | A votação baseou-se em 22 júris distritais que atribuíram 12, 10, 8, 7, 6, 5, 4, 3, 2 e 1 ponto às suas 10 canções favoritas, por ordem de preferência. |
| 1984 | 1-10 pontos                                                             | Os 18 elementos do júri dispunha de 1 a 10 votos para atribuir a cada uma das canções finalistas. |
| 1985 | 12, 10, 8, 7, 6, 5, 4, 3, 2 e 1 ponto                                   | O mesmo de entre 1981-1983. |
| 1986 | 1 voto                                                                  | Júri foi constituído por 43 elementos, todos funcionários da RTP, que votaram apenas naquela que segundo a sua opinião deveria ser a vencedora. Esta votação visava apurar as seis mais votadas, deixando as outras seis fora da nova votação. Porém, face a um empate foram consideradas para nova votação as oito mais pontuadas. Em nova votação, desta vez, nas oito canções semifinalistas que se desconhecem quais foram, na totalidade, os 43 elementos do júri elegeram três e depois a vencedora. |
| 1987 | 1-8 pontos                                                              | A votação baseou-se nos 22 júris distritais que atribuíram 1 a 8 pontos às suas canções favoritas, por ordem de preferência. |
| 1988 | Desconhecido                                                            | Prémio Nacional da Música: Júri composto por sete elementos escolhidos propositadamente para a eleição da canção vencedora. O processo de votação não foi tornado público. Selecção interna:O processo de escolha da canção vencedora foi feito internamente, não sendo do conhecimento público a posição de cada tema depois de apreciados pelo júri nomeado pela RTP. |
| 1989 | 1-8 pontos                                                              | A votação baseou-se nos 22 júris distritais que atribuíram 1 a 6 pontos às suas canções favoritas, por ordem de preferência. |
| 1990 | 1-12 pontos                                                             | O mesmo de entre 1981-1983 e 1985. |
| 1991 | 1-10 pontos                                                             | A votação baseou-se nos 22 júris distritais que atribuíram 1 a 10 pontos às suas canções favoritas, por ordem de preferência. |
| 1992 | 1-10 pontos                                                             | A votação baseou-se num júri (semi-finais) e em 22 júris distritais (final) que atribuíram 1 a 10 pontos às suas canções favoritas, por ordem de preferência. |
| 1993 | 1-10 pontos                                                             | A votação baseou-se num júri (semi-finais) e em 22 júris distritais (final) que atribuíram 1 a 10 pontos às suas canções favoritas, por ordem de preferência. |
| 1994 | 1-10 pontos                                                             | A votação baseou-se num júri (semi-finais) e em 22 júris distritais (final) que atribuíram 1 a 10 pontos às suas canções favoritas, por ordem de preferência. |
| 1995 | 1-10 pontos                                                             | O mesmo de 1991 com o televoto a funcionar como um 23º júri. |
| 1996 | 12, 10, 8, 7, 6, 5, 4, 3, 2 e 1 ponto                                   | A votação baseou-se em 10 júris distritais que atribuíram 1 a 12 pontos às suas canções favoritas, por ordem de preferência. |
| 1997 | 1-10 pontos                                                             | O mesmo de 1995. |
| 1998 | 1-10 pontos                                                             | Os 5 elementos do júri dispunha de 1 a 10 votos para atribuir a cada uma das canções finalistas. |
| 1999 | 1-10 pontos                                                             | A votação baseou-se nos 11 júris distritais que atribuíram 1 a 10 pontos às suas canções favoritas, por ordem de preferência. |
| 2000 | 1-10 pontos                                                             | A votação baseou-se nos 12 júris distritais que atribuíram 1 a 10 pontos às suas canções favoritas, por ordem de preferência. |
| 2001 | Desconhecido                                                            | Em cada uma destas cinco semifinais as duas canções mais pontuadas transitaram automaticamente para a final. Os resultados individuais da final nunca foram revelados. |
| 2003 | 1 voto                                                                  | A votação foi feita através de chamadas telefónicas (televoto). |
| 2004 | 1 voto                                                                  | A votação foi feita através de chamadas telefónicas (televoto). |
| 2005 |                                                                         | Selecção interna. |
| 2006 | 12, 10, 8, 7, 6, 5, 4, 3, 2 e 1 ponto                                   | Júri de sala (50%) e televoto (50%). |
| 2007 | 1 voto                                                                  | O mesmo de entre 2003-2004. |
| 2008 | 1 voto                                                                  | O mesmo de entre 2003-2004. |
| 2009 | 12, 10, 8, 7, 6, 5, 4, 3, 2 e 1 ponto                                   | Voto online (semi-final online). Júri distrital (50%) e televoto (50%) (final). |
| 2010 | 12, 10, 8, 7, 6, 5, 4, 3, 2 e 1 ponto                                   | Voto online (semi-final online). Televoto (semi-finais). Júri distrital (50%) e televoto (50%) (final). |
| 2011 | 12, 10, 8, 7, 6, 5, 4, 3, 2 e 1 ponto                                   | O mesmo de 2009. |
| 2012 | 12, 10, 8, 7, 6, 5, 4, 3, 2 e 1 ponto                                   | Júri distrital (50%) e televoto (50%). |
| 2014 | 1 voto                                                                  | O mesmo de entre 2003-2004 e 2008-2009, com uma semifinal. |
| 2015 | 1 voto                                                                  | Em cada semifinal os telespetadores através do sistema de televoto escolheram duas canções para a final. Na final o televoto escolheu duas canções para a finalíssima e depois foi o único responsável pela escolha da canção vencedora. Os compositores escolheram uma canção em cada semifinal para transitar para a final e na final escolheram um tema para a finalíssima. |
| 2017 | 12, 10, 8, 7, 6, 5, 4, 3, 2 e 1 ponto                                   | A votação é distribuída entre o público (50%) e um júri regional (7 regiões) (na final) e um júri de sala (nas semifinais) (50%). Em caso de empate nas semifinais prevalece a votação do júri, já na Grande Final, é o público que dita o resultado em caso de empate. |
| 2018 | 12, 10, 8, 7, 6, 5, 4, 3, 2 e 1 ponto                                   | A votação é distribuída entre o público (50%) e um júri regional (7 regiões) (na final) e um júri de sala (nas semifinais) (50%). Em caso de empate nas semifinais prevalece a votação do júri, já na Grande Final, é o público que dita o resultado em caso de empate. |
| 2019 | 12, 10, 8, 7, 6, 5, 4, 3, 2 e 1 ponto                                   | A votação é distribuída entre o público (50%) e um júri regional (7 regiões) (na final) e um júri de sala (nas semifinais) (50%). Em caso de empate nas semifinais prevalece a votação do júri, já na Grande Final, é o público que dita o resultado em caso de empate. |
| 2020 | 12, 10, 8, 7, 6, 5, 4, 3, 2 e 1 ponto                                   | A votação é distribuída entre o público (50%) e um júri regional (7 regiões) (na final) e um júri de sala (nas semifinais) (50%). Em caso de empate nas semifinais prevalece a votação do júri, já na Grande Final, é o público que dita o resultado em caso de empate. |
| 2021 | 12, 10, 8, 7, 6, 5, 4, 3, 2 e 1 ponto                                   | A votação é distribuída entre o público (50%) e um júri regional (7 regiões) (na final) e um júri de sala (nas semifinais) (50%). Em caso de empate nas semifinais prevalece a votação do júri, já na Grande Final, é o público que dita o resultado em caso de empate. |
| 2022 | 12, 10, 8, 7, 6, 5, 4, 3, 2 e 1 ponto                                   | A votação é distribuída entre o público (50%) e um júri regional (7 regiões) (na final) e um júri de sala (nas semifinais) (50%). Em caso de empate nas semifinais prevalece a votação do júri, já na Grande Final, é o público que dita o resultado em caso de empate. |

## Pontuações mais altas
| Edição | Artista(s)                 | Canção                   | Pontos | Percentagem de pontos |
| ------ | -------------------------- | ------------------------ | ------ | --------------------- |
| 2001   | MTM                        | "Só Sei Ser Feliz assim" | 280    | 12.73 %               |
| 2001   | Patrícia Colaço & Duo Demo | "Choro no fado"          | 275    | 12.50 %               |
| 2001   | Sónia Mota                 | "No tom das cores"       | 257    | 11.68 %               |

## Zero pontos

### Em finais
| Edição | Artista(s)           | Canção                    |
| ------ | -------------------- | ------------------------- |
| 1964   | Artur Garcia         | "Foi sonho"               |
| 1964   | Madalena Iglésias    | "Na tua carta"            |
| 1964   | Gina Maria           | "Minha luz brilhou"       |
| 1974   | Verónica             | "Canção por todos vós"    |
| 1974   | Artur Garcia         | "Dona e senhora da boina" |
| 1974   | Fernanda Farri       | "Cantiga ao vento"        |
| 2009   | Fernando Pereira     | "É o Amor"                |
| 2010   | Filipa Galvão Telles | "O amor não sabe"         |
| 2018   | David Pessoa         | "Amor veloz"              |

### Em semifinais
| Edição | Artista(s)          | Canção                                |
| ------ | ------------------- | ------------------------------------- |
| 1984   | Marisa              | "Num olhar"                           |
| 1984   | Isabel Soares       | "O (nosso) Reencontro"                |
| 1984   | Samuel e Cristina   | "Este quadro"                         |
| 1984   | José Campos e Sousa | "Cidade mar"                          |
| 2018   | Bruno Vasconcelos   | "Austrália"                           |
| 2018   | Dora Fidalgo        | "Arco-íris (assim cantou Zaratustra)" |
| 2018   | Sequin              | "All over again"                      |

## Júris

Júris regionais de 2017.

### Júris territoriais

#### Júris distritais (1964-2012)
Durante, praticamente, toda a História do certame que os júris distritais foram utilizados, tendo o seu número variando ao longo do tempo.
| Ano  | Júris |
| ---- | --- |
| 1964 | Aveiro, Beja, Braga, Bragança, Castelo Branco, Coimbra, Évora, Faro, Guarda, Leiria, Lisboa, Portalegre, Porto, Santarém, Setúbal, Viana do Castelo, Vila Real, Viseu                                                   |
| 1974 | Aveiro, Beja, Braga, Bragança, Castelo Branco, Coimbra, Évora, Faro, Funchal, Guarda, Leiria, Lisboa, Portalegre, Porto, Santarém, Setúbal, Viana do Castelo, Vila Real, Viseu                                          |
| 1979 | Angra do Heroísmo, Aveiro, Beja, Braga, Bragança, Castelo Branco, Coimbra, Évora, Faro, Funchal, Guarda, Horta, Leiria, Lisboa, Ponta Delgada, Portalegre, Porto, Santarém, Setúbal, Viana do Castelo, Vila Real, Viseu |
| 1996 | Coimbra, Évora, Faro, Funchal, Lisboa, Ponta Delgada, Porto, Viana do Castelo, Vila Real, Viseu |
| 1999 | Bragança, Coimbra, Évora, Faro, Funchal, Lisboa, Ponta Delgada, Porto, Viana do Castelo, Vila Real, Viseu |
| 2000 | Bragança, Castelo Branco, Coimbra, Évora, Faro, Funchal, Lisboa, Ponta Delgada, Porto, Viana do Castelo, Vila Real, Viseu                                                                                               |
| 2009 | Aveiro, Beja, Braga, Bragança, Castelo Branco, Coimbra, Évora, Faro, Funchal, Guarda, Leiria, Lisboa, Ponta Delgada, Portalegre, Porto, Santarém, Setúbal, Viana do Castelo, Vila Real, Viseu                           |

#### Júris regionais (2017-presente)
Com o novo formato, o Festival RTP da Canção adotou os júris regionais, em detrimento dos distritais, para, a par com o televoto, decidir o vencedor.
| Ano  | Júris                                                                    |
| ---- | ------------------------------------------------------------------------ |
| 2017 | Norte, Centro, Lisboa e Vale do Tejo, Alentejo, Algarve, Açores, Madeira |

### 1964-1973

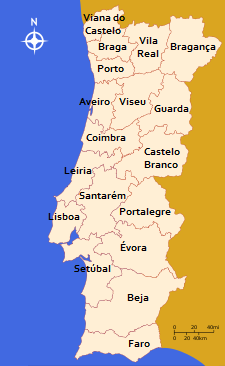
Júris distritais utilizados entre 1964-1971.

Em 1972 e 1973, foi também utilizado um júri de seleção.
| Ordem de votação | Distritos        |
| ---------------- | ---------------- |
| 1º               | Aveiro           |
| 2º               | Beja             |
| 3º               | Braga            |
| 4º               | Bragança         |
| 5º               | Castelo Branco   |
| 6º               | Coimbra          |
| 7º               | Évora            |
| 8º               | Faro             |
| 9º               | Guarda           |
| 10º              | Leiria           |
| 11º              | Lisboa           |
| 12º              | Portalegre       |
| 13º              | Porto            |
| 14º              | Santarém         |
| 15º              | Setúbal          |
| 16º              | Viana do Castelo |
| 17º              | Vila Real        |
| 18º              | Viseu            |

### 1974

Júris distritais utilizados em 1974 (os então distritos açorianos não foram chamados a votar).

Também foi chamado a votar, a par dos júris distritais, um júri de seleção.
| Ordem de votação | Distritos        |
| ---------------- | ---------------- |
| 1º               | Aveiro           |
| 2º               | Beja             |
| 3º               | Braga            |
| 4º               | Bragança         |
| 5º               | Castelo Branco   |
| 6º               | Coimbra          |
| 7º               | Évora            |
| 8º               | Faro             |
| 9º               | Funchal          |
| 10º              | Guarda           |
| 11º              | Leiria           |
| 12º              | Lisboa           |
| 13º              | Portalegre       |
| 14º              | Porto            |
| 15º              | Santarém         |
| 16º              | Setúbal          |
| 17º              | Viana do Castelo |
| 18º              | Vila Real        |
| 19º              | Viseu            |

### 1975
O júri nacional foi substituído por um júri constituído pelos próprios autores das letras e músicas, presidido por um representante da RTP .
| Ordem de votação | Membros                     |
| ---------------- | --------------------------- |
| 1º               | Compositores de cada canção |
| 2º               | Autores de cada canção      |

### 1979-1981

Júris distritais e regionais utilizados entre 1979 e 1983.

| Ordem de votação | Distritos         |
| ---------------- | ----------------- |
| 1º               | Angra do Heroísmo |
| 2º               | Aveiro            |
| 3º               | Beja              |
| 4º               | Braga             |
| 5º               | Bragança          |
| 6º               | Castelo Branco    |
| 7º               | Coimbra           |
| 8º               | Évora             |
| 9º               | Faro              |
| 10º              | Funchal           |
| 11º              | Guarda            |
| 12º              | Leiria            |
| 13º              | Horta             |
| 14º              | Lisboa            |
| 15º              | Ponta Delgada     |
| 16º              | Portalegre        |
| 17º              | Porto             |
| 18º              | Santarém          |
| 19º              | Setúbal           |
| 20º              | Viana do Castelo  |
| 21º              | Vila Real         |
| 22º              | Viseu             |

### 1982
Os júris mantêm-se, mas a ordem de votação deixa de ser alfabeticamente e passa a ser por sorteio feito em direto.
| Ordem de votação | Distritos         |
| ---------------- | ----------------- |
| 1º               | Horta             |
| 2º               | Setúbal           |
| 3º               | Bragança          |
| 4º               | Aveiro            |
| 5º               | Viana do Castelo  |
| 6º               | Santarém          |
| 7º               | Leiria            |
| 8º               | Porto             |
| 9º               | Vila Real         |
| 10º              | Castelo Branco    |
| 11º              | Portalegre        |
| 12º              | Funchal           |
| 13º              | Ponta Delgada     |
| 14º              | Guarda            |
| 15º              | Lisboa            |
| 16º              | Faro              |
| 17º              | Coimbra           |
| 18º              | Évora             |
| 19º              | Beja              |
| 20º              | Braga             |
| 21º              | Viseu             |
| 22º              | Angra do Heroísmo |

### 1983
Tal como em 1982, a ordem de votação foi sorteada em direto.
| Ordem de votação | Distritos         |
| ---------------- | ----------------- |
| 1º               | Bragança          |
| 2º               | Lisboa            |
| 3º               | Viana do Castelo  |
| 4º               | Ponta Delgada     |
| 5º               | Setúbal           |
| 6º               | Porto             |
| 7º               | Évora             |
| 8º               | Beja              |
| 9º               | Aveiro            |
| 10º              | Funchal           |
| 11º              | Castelo Branco    |
| 12º              | Portalegre        |
| 13º              | Viseu             |
| 14º              | Vila Real         |
| 15º              | Leiria            |
| 16º              | Braga             |
| 17º              | Horta             |
| 18º              | Guarda            |
| 19º              | Faro              |
| 20º              | Coimbra           |
| 21º              | Angra do Heroísmo |
| 22º              | Santarém          |

### 1985
Tal como em 1982 e 1983, a ordem de votação foi sorteada em direto.
| Ordem de votação | Distritos         |
| ---------------- | ----------------- |
| 1º               | Horta             |
| 2º               | Braga             |
| 3º               | Viseu             |
| 4º               | Faro              |
| 5º               | Lisboa            |
| 6º               | Bragança          |
| 7º               | Setúbal           |
| 8º               | Santarém          |
| 9º               | Castelo Branco    |
| 10º              | Ponta Delgada     |
| 11º              | Leiria            |
| 12º              | Guarda            |
| 13º              | Viana do Castelo  |
| 14º              | Vila Real         |
| 15º              | Coimbra           |
| 16º              | Porto             |
| 17º              | Funchal           |
| 18º              | Évora             |
| 19º              | Angra do Heroísmo |
| 20º              | Beja              |
| 21º              | Portalegre        |
| 22º              | Aveiro            |

### 1987
Tal como em 1982, 1983 e 1985, a ordem de votação foi sorteada em direto.
| Ordem de votação | Distritos         |
| ---------------- | ----------------- |
| 1º               | Porto             |
| 2º               | Lisboa            |
| 3º               | Beja              |
| 4º               | Santarém          |
| 5º               | Aveiro            |
| 6º               | Braga             |
| 7º               | Angra do Heroísmo |
| 8º               | Bragança          |
| 9º               | Coimbra           |
| 10º              | Castelo Branco    |
| 11º              | Évora             |
| 12º              | Viseu             |
| 13º              | Vila Real         |
| 14º              | Faro              |
| 15º              | Funchal           |
| 16º              | Guarda            |
| 17º              | Horta             |
| 18º              | Leiria            |
| 19º              | Ponta Delgada     |
| 20º              | Portalegre        |
| 21º              | Setúbal           |
| 22º              | Viana do Castelo  |

### 2017-2018
| Ordem de votação | Regiões               |
| ---------------- | --------------------- |
| 1º               | Norte                 |
| 2º               | Centro                |
| 3º               | Lisboa e Vale do Tejo |
| 4º               | Alentejo              |
| 5º               | Algarve               |
| 6º               | Açores                |
| 7º               | Madeira               |

### 2019
Em 2019, o Algarve foi a última região a votar, pois era a anfitriã.
| Ordem de votação | Regiões               |
| ---------------- | --------------------- |
| 1º               | Norte                 |
| 2º               | Centro                |
| 3º               | Lisboa e Vale do Tejo |
| 4º               | Alentejo              |
| 5º               | Açores                |
| 6º               | Madeira               |
| 7º               | Algarve               |

### 2020
Em 2020, o Alentejo foi a última região a votar, pois era a anfitriã.
| Ordem de votação | Regiões               |
| ---------------- | --------------------- |
| 1º               | Norte                 |
| 2º               | Centro                |
| 3º               | Lisboa e Vale do Tejo |
| 4º               | Algarve               |
| 5º               | Açores                |
| 6º               | Madeira               |
| 7º               | Alentejo              |

### 2021-2022
| Ordem de votação | Regiões               |
| ---------------- | --------------------- |
| 1º               | Norte                 |
| 2º               | Centro                |
| 3º               | Lisboa e Vale do Tejo |
| 4º               | Alentejo              |
| 5º               | Algarve               |
| 6º               | Açores                |
| 7º               | Madeira               |